# Elgin Baylor
Elgin Gay Baylor (ur. 16 września 1934 w Waszyngtonie, zm. 22 marca 2021 w Los Angeles) – amerykański koszykarz i trener koszykarski.

## Kariera
Wybrany z 1. numerem w drafcie w 1958, przez trzynaście sezonów grał w lidze NBA (1958–1971), w barwach Minneapolis Lakers (od 1960 jako Los Angeles Lakers). W 1959 przyznano mu tytuł najlepszego debiutanta roku NBA. 
W sezonie 1962/1963 zajął drugie miejsce w głosowaniu na MVP fazy zasadniczej.
Przez trzy sezony z rzędu (1960/1961–1962/1963) utrzymywał średnią skuteczność ponad 34 zdobyte punkty w meczu. Doprowadził zespół z Los Angeles do ośmiu finałów ligi, ale tytułu mistrza NBA nie zdobył.
Po zakończeniu kariery próbował sił jako trener, prowadził m.in. zespół New Orleans Jazz. W latach 1986–2008 był wiceprezydentem klubu do spraw operacji koszykarskich w Los Angeles Clippers. W 1977 został uhonorowany miejscem w Basketball Hall of Fame. W 1996 znalazł się wśród 50. najlepszych graczy w historii NBA.
Zmarł z przyczyn naturalnych 22 marca 2021 w swoim domu w Los Angeles.

## Osiągnięcia

### NCAA
- NCAA Final Four Tournament Most Outstanding Player (1958)[4]
- Zawodnik Roku Helms Foundation (1958)[5]
- Wybrany do:
  - I składu:
    - All-American (1958)[6]
    - turnieju NCAA (1958)[7]

  - II składu All-American (1957)
  - Akademickiej Galerii Sław Koszykówki (2006)[8]
- Lider NCAA w zbiórkach (1957)[9]

### NBA
- 8-krotny finalista NBA (1959, 1962-63, 1965-66, 1968-70)[10]
- 11-krotny uczestnik uczestnik meczu gwiazd NBA (1959–65, 1967–70)[11]
- MVP NBA All-Star Game (1959)[12]
- 10-krotnie wybierany do I składu NBA (1959–65, 1967–69)[13]
- Debiutant Roku NBA (1959)[14]
- Klub Lakers zastrzegł należący do niego w numer 22[15]
- 3-krotnie zaliczany do grona najlepszych zawodników w historii NBA przy okazji obchodów rocznicowych:
  - 35-lecia istnienia – NBA 35th Anniversary Team[16]
  - 50-lecia istnienia – NBA’s 50th Anniversary All-Time Team[17]
  - 75-lecia istnienia – NBA 75th Anniversary Team (2021)[18]
- Członek Koszykarskiej Galerii Sław (Naismith Memorial Basketball Hall Of Fame – 1977)[19]
- Lider play-off w:
  - średniej zdobytych punktów (1960–1963)[20]
  - liczbie celnych rzutów wolnych (1961, 1962)[21]